# Bluesnarfing
Le bluesnarfing est le nom donné à une technique de piratage des informations contenues dans un appareil utilisant une connexion Bluetooth (tels qu'un téléphone portable, un ordinateur portable ou un PDA).
Cette technique ne laisse pas de traces. Elle permet également d'ajouter des informations (contacts dans le répertoire par exemple).
L'attaque peut se faire à partir d'un ordinateur mais également à l'aide d'un GSM bluetooth compatible et un logiciel en java.
Certains téléphones seraient plus sensibles à ce genre d'attaque (Sony Ericsson T68i, Nokia 6310i...), bien que tout appareil disposant d’une connexion Bluetooth réglée sur publique (c’est-à-dire pouvant être découverte par d’autres appareils dans le secteur) puisse être victime de ce type d’attaque.
Le logiciel Bluetooth Control qui s'installe sur un simple téléphone portable permet notamment d'exploiter cette faille[réf. nécessaire] du Bluetooth.